# マチェイ・ムラフスキ
マチェイ・ムラフスキ（Maciej Murawski ポーランド語発音: [ˈmat͡ɕɛj muˈrafskʲi]、1974年2月20日 - ）は、ポーランドの元サッカー選手。元ポーランド代表。ポジションはミッドフィールダー。

## 来歴
1998年にポーランド代表デビュー。2002 FIFAワールドカップにも出場した。ポーランド代表で6試合に出場した。

## 代表歴

### 出場大会
- ポーランド代表
  - 2002 FIFAワールドカップ

### 試合数
- 国際Aマッチ 6試合 0得点（1998年-2002年）[2]

| ポーランド代表 | 国際Aマッチ | 国際Aマッチ |
| 年             | 出場        | 得点        |
| -------------- | ----------- | ----------- |
| 1998           | 1           | 0           |
| 1999           | 0           | 0           |
| 2000           | 1           | 0           |
| 2001           | 0           | 0           |
| 2002           | 4           | 0           |
| 通算           | 6           | 0           |